# 水溶性ビタミン
水溶性ビタミン（すいようせいビタミン）とは、水に溶けやすいビタミンの総称。

## 摂取
水溶性ビタミン（特にビタミンC）は水洗いや加熱調理による損失が大きく、茹で物や煮物よりも、蒸し物や炒め物などが適している。なお、過剰に摂取しても尿中に排出される。

## 主な水溶性ビタミン
- ビタミンC （L-アスコルビン酸）
- ビタミンB群
  - ビタミンB1 （チアミン）
  - ビタミンB2 （リボフラビン）
  - ビタミンB3 （ナイアシン）
  - ビタミンB5 （パントテン酸）
  - ビタミンB6
  - ビタミンB7 （ビオチン）
  - ビタミンB9 （葉酸）
  - ビタミンB12 （シアノコバラミン）